# Temista de Lâmpsaco
Temista de Lâmpsaco, esposa de Leonteu, foi uma estudante de Epicuro no início do século III a. C. A escola de Epicuro era atípica na época por permitir que mulheres a frequentassem; existem registros de que Leontino a teria frequentado também na mesma época. Cícero ridiculariza Epicuro por escrever "incontáveis volumes louvando Temista," em vez de falar sobre homens mais valorosos como Miltíades, Temístocles ou Epaminondas.